# Wereldkampioenschappen roeien 1982
De 12e editie van de wereldkampioenschappen roeien werd in 1982 gehouden in Luzern, Zwitserland. Het was de tweede keer dat het toernooi op de Rotsee werd gehouden.

## Medaillewinnaars

### Mannen
| Bootklasse              | Goud | Goud | Zilver | Zilver | Brons | Brons |
| Skiff M1x               | Rüdiger Reiche |      | Wassili Jakuscha |        | John Robinson Biglow |       |
| Lichte skiff LM1x       | Raimund Haberl |      | Scott Roop |        | Luca Migliaccio |       |
| Dubbel twee M2x         | Noorwegen Rolf Bent Thorsen Alf Hansen |      | Duitse Democratische Republiek Klaus Kröppelien Joachim Dreifke |        | Tsjecho-Slowakije Zdenek Pecka Vaclav Vochoska |       |
| Twee zonder M2-         | Noorwegen Magnus Grepperud Sverre Löken |      | Duitse Democratische Republiek Carl Ertel Ulf Sauerbrey |        | Nederland Sjoerd Hoekstra Joost Adema |       |
| Twee met M2+            | Italië Carmine Abbagnale Giuseppe Abbagnale Giuseppe Di Capua |      | Duitse Democratische Republiek Jürgen Seyfarth Karsten Schmeling Hendrik Reiher                                                                                         |        | Tsjecho-Slowakije Milan Doleček Sr Milan Skopek Oldřich Hejdušek |       |
| Lichte dubbel twee LM2x | Italië Francesco Esposito Ruggero Verroca |      | Verenigde Staten Paul Fuchs William Belden |        | Zwitserland Kurt Steiner Pius Z'rotz |       |
| Dubbel vier M4x         | Duitse Democratische Republiek Karl-Heinz Bußert Uwe Mund Uwe Heppner Martin Winter                                                                               |      | West-Duitsland Albert Hedderich Raimund Hörmann Dieter Wiedenmann Michael Dürsch                                                                                        |        | Sovjet-Unie Viktor Rudakovich Vladimir Koldishkin Aleksandr Sdramvomislov Valeriy Kleshnyov |       |
| Vier zonder M4-         | Zwitserland Bruno Saile Jürg Weitnauer Hans-Konrad Trümpler Stefan Netzle                                                                                         |      | Sovjet-Unie Vitaliy Eliseyev Aleksandr Kulagin Valeriy Dolinin Aleksey Kamkin                                                                                           |        | Roemenië Petru Iosub Valer Toma Daniel Voiculescu Constantin Airoaie |       |
| Vier met M4+            | Duitse Democratische Republiek Thomas Greiner Hans Sennewald Ulrich Kons Ullrich Dießner Andreas Gregor                                                           |      | Tsjecho-Slowakije Vojtech Caska Josef Neštický Jan Kabrhel Karel Neffe Jiří Pták                                                                                        |        | Verenigde Staten Andy Sudduth Charles Altekruse John Everett Fred Borchelt Robert Jaugstetter |       |
| Lichte vier zonder LM4- | Italië Marco Romano Daniele Boschin Paolo Martinelli Pasquale Aiese                                                                                               |      | Spanje Guillermo Mueller Gascon José María de Marco Pérez Enrique Briones Luis Marina Moreno Perpina                                                                    |        | Denemarken Mikael Espersen Flemming Jensen Lars Porneki Kim Hagsted |       |
| Acht M8+                | Nieuw-Zeeland Les O'Connell Mike Stanley Andrew Stevenson George Keys Roger White-Parsons Chris White Tony Brook Dave Rodger Andy Hay                             |      | Duitse Democratische Republiek Jens Doberschütz Hans-Peter Koppe Gert Uebeler Jörg Friedrich Ralf Brudel Harald Jährling Bernd Niesecke Bernd Höing Klaus-Dieter Ludwig |        | Sovjet-Unie Žoržs Tikmers Dimants Krišjānis Dzintars Krišjānis Viktor Omelyanovich Viktor Diduk Vladimir Krilov Zigmantas Gudauskas Nikolai Solomakhin Juris Bērziņš                               |       |
| Lichte acht LM8+        | Italië Vittorio Valentinis Mauro Torta Franco Pantano Valentino Tontodonati Renzo Borsini Lanfranco Borsini Claudio Castiglioni Leonardo Salani Giuseppe Di Capua |      | Denemarken Michael Djervig Jørn Jørgensen Ivar Mølgaard Arne Højlund Søren Hansson Søren Christensen Jan Christensen Bent Fransson Jan Rasmussen                        |        | Spanje Fernando Climent Angel Sáez Bernardos Francisco Goicoechea García Antonio Elizalde Alberto Molina Castillo Ángel Viana Bravo Javier Puertas Cabezudo Dionisio Redondo González Jose Delgado |       |

### Vrouwen
| Bootklasse           | Goud | Goud | Zilver | Zilver | Brons | Brons |
| Skiff W1x            | Irina Fetissowa |      | Valeria Racila |        | Stephanie Foster |       |
| Dubbel twee W2x      | Sovjet-Unie Jelena Bratischko Antonina Machina |      | Duitse Democratische Republiek Kerstin Kirst Martina Schröter                                                                                             |        | Canada Janice Mason Lisa Roy |       |
| Twee zonder W2-      | Duitse Democratische Republiek Silvia Fröhlich Marita Sandig                                                                                              |      | Polen Malgorzata Dluzewska Czeslawa Koscianska |        | Canada Elizabeth Craig Patricia Smith |       |
| Dubbel vier met W4x+ | Sovjet-Unie Larisa Popova Yelena Khloptseva Olga Kaspina Tatiana Bachkatova Maria Zemskova-Korotkova                                                      |      | Duitse Democratische Republiek Jutta Hampe Heidi Westphal Cornelia Linse Jutta Ploch Elke Rost                                                            |        | Roemenië Maria Micșa Maricica Țăran Elisabeta Lipă Sofia Corban Ecaterina Oancia                                                                             |       |
| Vier met W4+         | Sovjet-Unie Svetlana Semenova Valentina Semenova Galina Stepanova Larisa Zavarzina Nina Cheremisina                                                       |      | Verenigde Staten Kathy Keeler Carol Bower Harriet Metcalf Barbara Kirch Valerie McClain-Ward                                                              |        | Roemenië Rodica Arba Mihaela Armășescu Aurora Darko Elena Horvat Cristina Dinu                                                                               |       |
| Acht W8+             | Sovjet-Unie Elena Makushkina Ludmila Konopleva Nina Umanets Elena Tereshina Nataliya Yatsenko Marina Studneva Raissa Doligaida Sarmīte Stone Nina Frolova |      | Verenigde Staten Liz Miles Shyril O'Steen Kristine Norelius Jan Harville Jennie Marshall Joline Esparza Jane McDougall Kristen Thorsness Nanette Bernadou |        | Duitse Democratische Republiek Claudia Noack Ute Steindorf Sabine Portius Carola Hornig Steffi Götzelt Sigrid Anders Iris Rudolph Karin Metze Kirsten Wenzel |       |

## Medailleklassement
| Plaats | Land                           | Goud | Zilver | Brons | Totaal |
| 1      | Sovjet-Unie                    | 5    | 2      | 2     | 9      |
| 2      | Duitse Democratische Republiek | 4    | 6      | 1     | 11     |
| 3      | Italië                         | 4    | 0      | 1     | 5      |
| 4      | Noorwegen                      | 2    | 0      | 0     | 2      |
| 5      | Nieuw-Zeeland                  | 1    | 0      | 1     | 2      |
| 5      | Zwitserland                    | 1    | 0      | 1     | 2      |
| 7      | Oostenrijk                     | 1    | 0      | 0     | 1      |
| 8      | Verenigde Staten               | 0    | 4      | 2     | 6      |
| 9      | Roemenië                       | 0    | 1      | 3     | 4      |
| 10     | Tsjecho-Slowakije              | 0    | 1      | 2     | 3      |
| 11     | Denemarken                     | 0    | 1      | 1     | 2      |
| 11     | Spanje                         | 0    | 1      | 1     | 2      |
| 13     | West-Duitsland                 | 0    | 1      | 0     | 1      |
| 13     | Polen                          | 0    | 1      | 0     | 1      |
| 15     | Canada                         | 0    | 0      | 2     | 2      |
| 16     | Nederland                      | 0    | 0      | 1     | 1      |
| Totaal | Totaal                         | 18   | 18     | 18    | 54     |

Edities

1962 Luzern · 
1966 Bled · 
1970 St. Catharines · 
1974 Luzern · 
1975 Nottingham · 
1976 Villach · 
1977 Amsterdam · 
1978 Hamilton (alleen zwaar) · 
1978 Kopenhagen (alleen licht) · 
1979 Bled · 
1980 Hazewinkel · 
1981 München · 
1982 Luzern · 
1983 Duisburg · 
1984 Montréal · 
1985 Hazewinkel · 
1986 Nottingham · 
1987 Kopenhagen · 
1988 Milaan · 
1989 Bled · 
1990 Lake Barrington · 
1991 Wenen · 
1992 Montréal · 
1993 Račice · 
1994 Indianapolis · 
1995 Tampere · 
1996 Motherwell · 
1997 Aiguebelette · 
1998 Keulen · 
1999 St. Catharines · 
2000 Zagreb · 
2001 Luzern · 
2002 Sevilla · 
2003 Milaan · 
2004 Banyoles · 
2005 Gifu · 
2006 Eton · 
2007 München · 
2008 Ottensheim · 
2009 Poznań · 
2010 Hamilton · 
2011 Bled · 
2012 Plovdiv · 
2013 Chungju · 
2014 Amsterdam ·
2015 Aiguebelette ·
2016 Rotterdam ·
2017 Sarasota ·
2018 Plovdiv ·
2019 Ottensheim ·
2020 Bled ·
2021 Shanghai ·
2022 Račice ·
2023 Belgrado ·
2024 St. Catharines ·
2025 Shanghai · 
2026 Amsterdam

Onderdelen

Skiff · 
Lichte skiff · 
Dubbel twee · 
Lichte dubbel twee · 
Twee zonder · 
Lichte twee zonder · 
Twee met

Dubbel vier · 
Dubbel vier met · 
Lichte dubbel vier · 
Vier zonder · 
Lichte vier zonder · 
Vier met · 
Acht · 
Lichte acht